# トレヴェシン及びオークシー男爵
トレヴェシン及びオークシー男爵（英語: Baron Trevethin and Oaksey）は、イギリスの男爵位。連合王国貴族。
1921年に裁判官アルフレッド・ローレンスがトレヴェシン男爵に叙されたのに始まる。ついでニュルンベルク裁判裁判長を務めたジェフリー・ローレンスが1947年にオークシー男爵に叙される。以降、その子孫によって2つの男爵位は継承されている。

## 歴史

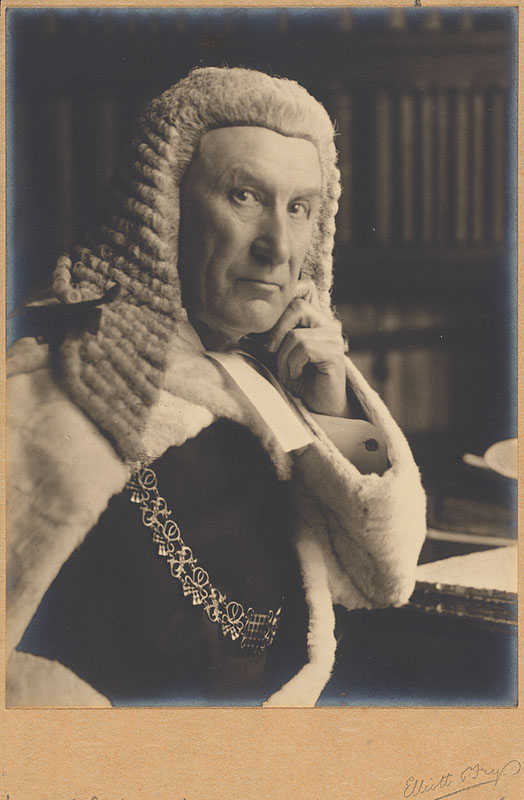
初代トレヴェシン男爵アルフレッド・ローレンス

裁判官のアルフレッド・ローレンス(1843-1936)が1921年8月24日に連合王国貴族「カウンティ・オブ・モンマスにおけるブラインガーネイのトレヴェシン男爵(Baron Trevethin, of Blaengawney in the County of Monmouth)」に叙されたのに始まる。
アルフレッドの死後、次男のチャールズ(1879-1959)が第2代トレヴェシン男爵位を継承したが、彼は結婚をしなかったので子供もなかった。
その弟であるジェフリー(1880-1971)は、父同様に裁判官として活躍し、1945年から1946年にかけてはニュルンベルク裁判の裁判長を務めた。彼自身も1947年1月13日に連合王国貴族「カウンティ・オブ・ウィルトシャーにおけるオークシーのオークシー男爵(Baron Oaksey, of Oaksey in the county of Wiltshire)」を得ている。1959年に兄が死去すると第3代トレヴェシン男爵位も併せて継承した。以降、現在までジェフリーの直系によって2つの男爵位は継承され続けている。

## 一覧

### トレヴェシン男爵（1921年）
- 初代トレヴェシン男爵アルフレッド・トリスタン・ローレンス（英語版） (1843-1936)※1921年にトレヴェシン男爵に叙される。
- 第2代トレヴェシン男爵チャールズ・トレヴァー・ローレンス（英語版） (1879-1959)
- 第3代トレヴェシン男爵・初代オークシー男爵ジェフリー・ローレンス (1880-1971) ※1947年にオークシー男爵に叙される。
- 第4代トレヴェシン男爵・第2代オークシー男爵ジョン・ジェフリー・トリスタン・ローレンス（英語版） (1929-2012)
- 第5代トレヴェシン男爵・第3代オークシー男爵パトリック・ジョン・トリスタン・ローレンス (1960-)

爵位の法定推定相続人は現当主の長男オリヴァー・ジョン・トリスタン・ローレンス(1990-)。

### オークシー男爵（1947年）
- 初代オークシー男爵ジェフリー・ローレンス（1880-1971）

以降の歴代男爵は上記を参照のこと。